# F504iS
ムーバ F504iS（ムーバ エフ ごー まる よん アイ エス）は、富士通製のNTTドコモの携帯電話(mova)端末である。

## 概要
F504iを改良したFシリーズ初のカメラ付き50xiシリーズ。
デザインはF504iから大きく変わり、他社でも当時一般化しつつあった中ヒンジアンテナになった。
P504iSと同様に、11万画素CCDカメラを、背面とメインディスプレイ右上の2箇所に装備していた。メインカメラはMPEG-4形式の動画が最大30分間撮影できる。
504iSシリーズでは最後に発売されたものの、人気だったN504iSやP504iSとは裏腹に、売れ行きが今ひとつで、これらの2機種よりも先に生産が終了したため、すぐに入手が困難なモデルとなった。そして、この端末は富士通のmova端末では最初で最後のサブカメラ付き機種となった。

## 歴史
- 2002年9月25日　 電気通信端末機器審査協会による技術基準適合認定の設計認証（設計認証番号A02-0770JP、J02-0094）
- 2002年10月9日　 テレコムエンジニアリングセンターによる技術基準適合証明の工事設計認証（工事設計認証番号01WAA1043）
- 2002年12月26日　発表。
- 2002年12月27日　発売開始。
- 2012年3月31日　 movaサービス終了により使用はこの日限りとなる。